# 10013 Стенхольм
10013 Стенхольм (10013 Stenholm) — астероїд головного поясу, відкритий 2 вересня 1978 року.
Тіссеранів параметр щодо Юпітера — 3,440.